# Radiohead/Diskografie
Diese Diskografie ist eine Übersicht über die musikalischen Werke der britischen Alternative-Rock-Musikgruppe Radiohead. Den Quellenangaben zufolge hat sie bisher mehr als 30 Millionen Tonträger verkauft. Ihre erfolgreichste Veröffentlichung ist das dritte Studioalbum OK Computer mit über 5,7 Millionen verkauften Einheiten.

## Alben

### Studioalben
| Jahr | Titel Musiklabel                                                             | Höchstplatzierung, Gesamtwochen, AuszeichnungChartplatzierungen (Jahr, Titel, Musiklabel, Platzierungen, Wochen, Auszeichnungen, Anmerkungen) | Höchstplatzierung, Gesamtwochen, AuszeichnungChartplatzierungen (Jahr, Titel, Musiklabel, Platzierungen, Wochen, Auszeichnungen, Anmerkungen) | Höchstplatzierung, Gesamtwochen, AuszeichnungChartplatzierungen (Jahr, Titel, Musiklabel, Platzierungen, Wochen, Auszeichnungen, Anmerkungen) | Höchstplatzierung, Gesamtwochen, AuszeichnungChartplatzierungen (Jahr, Titel, Musiklabel, Platzierungen, Wochen, Auszeichnungen, Anmerkungen) | Höchstplatzierung, Gesamtwochen, AuszeichnungChartplatzierungen (Jahr, Titel, Musiklabel, Platzierungen, Wochen, Auszeichnungen, Anmerkungen) | Anmerkungen                                                    |
| Jahr | Titel Musiklabel                                                             | DE | AT | CH | UK | US | Anmerkungen                                                    |
| ---- | ---------------------------------------------------------------------------- | --- | --- | --- | --- | --- | -------------------------------------------------------------- |
| 1993 | Pablo Honey Parlophone (EMI)                                                 | — | — | CH91 (1 Wo.)CH | UK22 ×2Doppelplatin · (114 Wo.)UK | US32 Platin · (26 Wo.)US | Erstveröffentlichung: 22. Februar 1993 Verkäufe: + 2.215.000   |
| 1995 | The Bends Parlophone (EMI)                                                   | DE73 (7 Wo.)DE | AT37 (1 Wo.)AT | — | UK4 ×4Vierfachplatin · (204 Wo.)UK | US88 Platin · (24 Wo.)US | Erstveröffentlichung: 13. März 1995 Verkäufe: + 2.660.000      |
| 1997 | OK Computer auch bekannt als: OK Computer OKNOTOK 1997 2017 Parlophone (EMI) | DE13 (25 Wo.)DE | AT17 (16 Wo.)AT | CH40 Gold · (14 Wo.)CH | UK1 ×5Fünffachplatin + Gold (2017) · (111 Wo.)UK                                                                                              | US21 ×2Doppelplatin · (58 Wo.)US | Erstveröffentlichung: 21. Mai 1997 Verkäufe: + 5.790.000       |
| 2000 | Kid A Parlophone (EMI)                                                       | DE4 (6 Wo.)DE | AT5 (5 Wo.)AT | CH8 (7 Wo.)CH | UK1 Platin · (17 Wo.)UK | US1 Platin · (28 Wo.)US | Erstveröffentlichung: 29. September 2000 Verkäufe: + 2.500.000 |
| 2001 | Amnesiac Parlophone (EMI)                                                    | DE2 (10 Wo.)DE | AT1 (12 Wo.)AT | CH6 (14 Wo.)CH | UK1 Platin · (17 Wo.)UK | US2 Gold · (16 Wo.)US | Erstveröffentlichung: 4. Juni 2001 Verkäufe: + 1.755.000       |
| 2003 | Hail to the Thief Parlophone (EMI)                                           | DE3 (10 Wo.)DE | AT6 (11 Wo.)AT | CH3 Gold · (14 Wo.)CH | UK1 Platin · (17 Wo.)UK | US3 Gold · (20 Wo.)US | Erstveröffentlichung: 9. Juni 2003 Verkäufe: + 1.892.500       |
| 2007 | In Rainbows XL Recordings (WMG)                                              | DE8 (7 Wo.)DE | AT12 (6 Wo.)AT | CH2 (13 Wo.)CH | UK1 Platin · (21 Wo.)UK | US1 Gold · (52 Wo.)US | Erstveröffentlichung: 10. Oktober 2007 Verkäufe: + 1.215.000   |
| 2011 | The King of Limbs XL Recordings (WMG)                                        | DE13 (5 Wo.)DE | AT11 (4 Wo.)AT | CH8 (9 Wo.)CH | UK7 Gold · (9 Wo.)UK | US3 (15 Wo.)US | Erstveröffentlichung: 18. Februar 2011 Verkäufe: + 140.000     |
| 2016 | A Moon Shaped Pool XL Recordings (WMG)                                       | DE3 (11 Wo.)DE | AT4 (12 Wo.)AT | CH1 (21 Wo.)CH | UK1 Platin · (35 Wo.)UK | US3 Gold · (16 Wo.)US | Erstveröffentlichung: 8. Mai 2016 Verkäufe: + 1.007.500        |

### Livealben
| Jahr | Titel Musiklabel                                    | Höchstplatzierung, Gesamtwochen, AuszeichnungChartplatzierungen (Jahr, Titel, Musiklabel, Platzierungen, Wochen, Auszeichnungen, Anmerkungen) | Höchstplatzierung, Gesamtwochen, AuszeichnungChartplatzierungen (Jahr, Titel, Musiklabel, Platzierungen, Wochen, Auszeichnungen, Anmerkungen) | Höchstplatzierung, Gesamtwochen, AuszeichnungChartplatzierungen (Jahr, Titel, Musiklabel, Platzierungen, Wochen, Auszeichnungen, Anmerkungen) | Höchstplatzierung, Gesamtwochen, AuszeichnungChartplatzierungen (Jahr, Titel, Musiklabel, Platzierungen, Wochen, Auszeichnungen, Anmerkungen) | Höchstplatzierung, Gesamtwochen, AuszeichnungChartplatzierungen (Jahr, Titel, Musiklabel, Platzierungen, Wochen, Auszeichnungen, Anmerkungen) | Anmerkungen                                                |
| Jahr | Titel Musiklabel                                    | DE | AT | CH | UK | US | Anmerkungen                                                |
| ---- | --------------------------------------------------- | --- | --- | --- | --- | --- | ---------------------------------------------------------- |
| 2001 | I Might Be Wrong – Live Recordings Parlophone (EMI) | — | — | — | UK23 Silber · (2 Wo.)UK | — | Erstveröffentlichung: 12. November 2001 Verkäufe: + 60.000 |

### Kompilationen
| Jahr | Titel Musiklabel                        | Höchstplatzierung, Gesamtwochen, AuszeichnungChartplatzierungen (Jahr, Titel, Musiklabel, Platzierungen, Wochen, Auszeichnungen, Anmerkungen) | Höchstplatzierung, Gesamtwochen, AuszeichnungChartplatzierungen (Jahr, Titel, Musiklabel, Platzierungen, Wochen, Auszeichnungen, Anmerkungen) | Höchstplatzierung, Gesamtwochen, AuszeichnungChartplatzierungen (Jahr, Titel, Musiklabel, Platzierungen, Wochen, Auszeichnungen, Anmerkungen) | Höchstplatzierung, Gesamtwochen, AuszeichnungChartplatzierungen (Jahr, Titel, Musiklabel, Platzierungen, Wochen, Auszeichnungen, Anmerkungen) | Höchstplatzierung, Gesamtwochen, AuszeichnungChartplatzierungen (Jahr, Titel, Musiklabel, Platzierungen, Wochen, Auszeichnungen, Anmerkungen) | Anmerkungen                                            |
| Jahr | Titel Musiklabel                        | DE | AT | CH | UK | US | Anmerkungen                                            |
| ---- | --------------------------------------- | --- | --- | --- | --- | --- | ------------------------------------------------------ |
| 2008 | Radiohead: The Best of Parlophone (EMI) | DE38 (6 Wo.)DE | AT23 (12 Wo.)AT | CH12 (15 Wo.)CH | UK4 Platin · (20 Wo.)UK | US26 (11 Wo.)US | Erstveröffentlichung: 2. Juni 2008 Verkäufe: + 377.500 |
| 2021 | Kid A Mnesia XL Recordings (WMG)        | DE7 (3 Wo.)DE | AT31 (1 Wo.)AT | CH10 (2 Wo.)CH | UK4 (2 Wo.)UK | US12 (2 Wo.)US | Erstveröffentlichung: 5. November 2021                 |

### Remixalben
| Jahr | Titel Musiklabel             | Höchstplatzierung, Gesamtwochen, AuszeichnungChartplatzierungen (Jahr, Titel, Musiklabel, Platzierungen, Wochen, Auszeichnungen, Anmerkungen) | Höchstplatzierung, Gesamtwochen, AuszeichnungChartplatzierungen (Jahr, Titel, Musiklabel, Platzierungen, Wochen, Auszeichnungen, Anmerkungen) | Höchstplatzierung, Gesamtwochen, AuszeichnungChartplatzierungen (Jahr, Titel, Musiklabel, Platzierungen, Wochen, Auszeichnungen, Anmerkungen) | Höchstplatzierung, Gesamtwochen, AuszeichnungChartplatzierungen (Jahr, Titel, Musiklabel, Platzierungen, Wochen, Auszeichnungen, Anmerkungen) | Höchstplatzierung, Gesamtwochen, AuszeichnungChartplatzierungen (Jahr, Titel, Musiklabel, Platzierungen, Wochen, Auszeichnungen, Anmerkungen) | Anmerkungen                              |
| Jahr | Titel Musiklabel             | DE | AT | CH | UK | US | Anmerkungen                              |
| ---- | ---------------------------- | --- | --- | --- | --- | --- | ---------------------------------------- |
| 2011 | TKOL RMX 1234567 Ticker Tape | — | — | — | UK34 (2 Wo.)UK | — | Erstveröffentlichung: 16. September 2011 |

### EPs
| Jahr | Titel Musiklabel                                  | Höchstplatzierung, Gesamtwochen, AuszeichnungChartplatzierungen (Jahr, Titel, Musiklabel, Platzierungen, Wochen, Auszeichnungen, Anmerkungen) | Höchstplatzierung, Gesamtwochen, AuszeichnungChartplatzierungen (Jahr, Titel, Musiklabel, Platzierungen, Wochen, Auszeichnungen, Anmerkungen) | Höchstplatzierung, Gesamtwochen, AuszeichnungChartplatzierungen (Jahr, Titel, Musiklabel, Platzierungen, Wochen, Auszeichnungen, Anmerkungen) | Höchstplatzierung, Gesamtwochen, AuszeichnungChartplatzierungen (Jahr, Titel, Musiklabel, Platzierungen, Wochen, Auszeichnungen, Anmerkungen) | Höchstplatzierung, Gesamtwochen, AuszeichnungChartplatzierungen (Jahr, Titel, Musiklabel, Platzierungen, Wochen, Auszeichnungen, Anmerkungen) | Anmerkungen                                                                              |
| Jahr | Titel Musiklabel                                  | DE | AT | CH | UK | US | Anmerkungen                                                                              |
| ---- | ------------------------------------------------- | --- | --- | --- | --- | --- | ---------------------------------------------------------------------------------------- |
| 1992 | Drill Parlophone (EMI)                            | — | — | — | — | — | Erstveröffentlichung: März 1992                                                          |
| 1994 | Itch EMI (EMI)                                    | — | — | — | — | — | Erstveröffentlichung: 1. Juni 1994                                                       |
| 1994 | My Iron Lung Parlophone (EMI)                     | — | — | — | UK87 Gold · (2 Wo.)UK | — | Erstveröffentlichung: 26. September 1994 Verkäufe: + 100.000                             |
| 1995 | Live Au Forum EMI (EMI)                           | — | — | — | — | — | Erstveröffentlichung: 1995                                                               |
| 1995 | Live at the Astoria Parlophone (EMI)              | — | — | — | — | — | Erstveröffentlichung: 1995                                                               |
| 1996 | The Bends (Pinkpop Edition) Parlophone (EMI)      | — | — | — | — | — | Erstveröffentlichung: 1996                                                               |
| 1997 | No Surprises/Running from Demons Parlophone (EMI) | — | — | — | — | — | Erstveröffentlichung: 10. Dezember 1997                                                  |
| 1998 | Airbag/How Am I Driving? Capitol Records (EMI)    | — | — | — | UK56 Silber · (3 Wo.)UK | — | Erstveröffentlichung: 21. April 1998 Verkäufe: + 60.000                                  |
| 2001 | College EP Capitol Records (EMI)                  | — | — | — | UK56 Silber · (3 Wo.)UK | — | Erstveröffentlichung: Mai 2001                                                           |
| 2004 | Com Lag (2plus2isfive) Parlophone (EMI)           | — | AT75 (1 Wo.)AT | — | UK37 (2 Wo.)UK | — | Erstveröffentlichung: 24. März 2004 Verkäufe: + 100.000                                  |
| 2009 | In Rainbows Disk 2 XL Recordings (WMG)            | — | — | — | — | — | Erstveröffentlichung: 9. Juni 2009 ursprünglich Teil der Special Edition von In Rainbows |

## Singles
| Jahr | Titel Album                           | Höchstplatzierung, Gesamtwochen, AuszeichnungChartplatzierungen (Jahr, Titel, Album, Platzierungen, Wochen, Auszeichnungen, Anmerkungen) | Höchstplatzierung, Gesamtwochen, AuszeichnungChartplatzierungen (Jahr, Titel, Album, Platzierungen, Wochen, Auszeichnungen, Anmerkungen) | Höchstplatzierung, Gesamtwochen, AuszeichnungChartplatzierungen (Jahr, Titel, Album, Platzierungen, Wochen, Auszeichnungen, Anmerkungen) | Höchstplatzierung, Gesamtwochen, AuszeichnungChartplatzierungen (Jahr, Titel, Album, Platzierungen, Wochen, Auszeichnungen, Anmerkungen) | Höchstplatzierung, Gesamtwochen, AuszeichnungChartplatzierungen (Jahr, Titel, Album, Platzierungen, Wochen, Auszeichnungen, Anmerkungen) | Anmerkungen                              |
| Jahr | Titel Album                           | DE | AT | CH | UK | US | Anmerkungen                              |
| ---- | ------------------------------------- | --- | --- | --- | --- | --- | ---------------------------------------- |
| 1992 | Creep Pablo Honey                     | DE50 (1 Wo.)DE | AT15 (11 Wo.)AT | CH39 (5 Wo.)CH | UK7 ×3Dreifachplatin · (34 Wo.)UK | US34 (20 Wo.)US | Erstveröffentlichung: September 1992     |
| 1993 | Anyone Can Play Guitar Pablo Honey    | — | — | — | UK32 (2 Wo.)UK | — | Erstveröffentlichung: 1. Februar 1993    |
| 1993 | Pop Is Dead –                         | — | — | — | UK42 (2 Wo.)UK | — | Erstveröffentlichung: 10. Mai 1993       |
| 1993 | Stop Whispering Pablo Honey           | — | — | — | — | — | Erstveröffentlichung: 5. Oktober 1993    |
| 1994 | My Iron Lung The Bends                | — | — | — | UK24 (2 Wo.)UK | — | Erstveröffentlichung: 24. Oktober 1994   |
| 1995 | High and Dry / Planet Telex The Bends | — | — | — | UK17 Platin · (5 Wo.)UK | US78 (8 Wo.)US | Erstveröffentlichung: 28. Februar 1995   |
| 1995 | Fake Plastic Trees The Bends          | — | — | — | UK20 Platin · (4 Wo.)UK | — | Erstveröffentlichung: 15. Mai 1995       |
| 1995 | Just The Bends                        | — | — | — | UK19 Gold · (3 Wo.)UK | — | Erstveröffentlichung: 7. August 1995     |
| 1996 | Street Spirit (Fade Out) The Bends    | — | — | — | UK5 Gold · (8 Wo.)UK | — | Erstveröffentlichung: 22. Januar 1996    |
| 1996 | The Bends                             | — | — | — | — | — | Erstveröffentlichung: 26. Juli 1996      |
| 1997 | Paranoid Android OK Computer          | — | — | — | UK3 Gold · (8 Wo.)UK | — | Erstveröffentlichung: 26. Mai 1997       |
| 1997 | Karma Police OK Computer              | — | — | — | UK8 Platin · (9 Wo.)UK | — | Erstveröffentlichung: 25. August 1997    |
| 1997 | Lucky OK Computer                     | — | — | — | — | — | Erstveröffentlichung: 1. Dezember 1997   |
| 1998 | No Surprises OK Computer              | — | — | — | UK4 Platin · (9 Wo.)UK | — | Erstveröffentlichung: 12. Januar 1998    |
| 2001 | Pyramid Song Amnesiac                 | DE98 (1 Wo.)DE | AT57 (2 Wo.)AT | CH99 (1 Wo.)CH | UK5 Silber · (10 Wo.)UK | — | Erstveröffentlichung: 16. Mai 2001       |
| 2001 | Knives Out Amnesiac                   | — | — | — | UK13 (7 Wo.)UK | — | Erstveröffentlichung: 6. August 2001     |
| 2003 | There There Hail to the Thief         | DE67 (3 Wo.)DE | — | CH76 (2 Wo.)CH | UK4 (6 Wo.)UK | — | Erstveröffentlichung: 26. Mai 2003       |
| 2003 | Go to Sleep Hail to the Thief         | DE82 (1 Wo.)DE | — | CH90 (2 Wo.)CH | UK12 (5 Wo.)UK | — | Erstveröffentlichung: 18. August 2003    |
| 2003 | 2 + 2 = 5 Hail to the Thief           | — | — | — | UK15 (4 Wo.)UK | — | Erstveröffentlichung: 17. November 2003  |
| 2008 | Jigsaw Falling Into Place In Rainbows | — | — | — | UK30 Silber · (2 Wo.)UK | — | Erstveröffentlichung: 14. Januar 2008    |
| 2008 | Nude In Rainbows                      | — | AT52 (1 Wo.)AT | — | UK21 Silber · (2 Wo.)UK | US37 (1 Wo.)US | Erstveröffentlichung: 31. März 2008      |
| 2008 | Reckoner In Rainbows                  | — | — | — | UK74 (1 Wo.)UK | — | Erstveröffentlichung: 23. September 2008 |
| 2011 | Harry Patch (In Memory Of) –          | — | — | — | — | — | Erstveröffentlichung: 2009               |
| 2011 | These Are My Twisted Words –          | — | — | — | — | — | Erstveröffentlichung: 17. August 2009    |
| 2011 | Supercollider / The Butcher –         | — | — | — | — | — | Erstveröffentlichung: 18. April 2011     |
| 2011 | The Daily Mail / Staircase –          | — | — | — | UK71 (1 Wo.)UK | — | Erstveröffentlichung: 31. Dezember 2011  |
| 2015 | Spectre –                             | — | — | — | — | — | Erstveröffentlichung: 25. Dezember 2015  |
| 2016 | Burn the Witch A Moon Shaped Pool     | — | — | CH74 (1 Wo.)CH | UK64 (2 Wo.)UK | — | Erstveröffentlichung: 3. Mai 2016        |
| 2016 | Daydreaming A Moon Shaped Pool        | — | — | — | UK74 (1 Wo.)UK | — | Erstveröffentlichung: 12. Mai 2016       |

## Videoalben und Musikvideos

### Videoalben
| Jahr | Titel                                     | Höchstplatzierung, Gesamtwochen, AuszeichnungChartplatzierungen (Jahr, Titel, Platzierungen, Wochen, Auszeichnungen, Anmerkungen) | Höchstplatzierung, Gesamtwochen, AuszeichnungChartplatzierungen (Jahr, Titel, Platzierungen, Wochen, Auszeichnungen, Anmerkungen) | Höchstplatzierung, Gesamtwochen, AuszeichnungChartplatzierungen (Jahr, Titel, Platzierungen, Wochen, Auszeichnungen, Anmerkungen) | Höchstplatzierung, Gesamtwochen, AuszeichnungChartplatzierungen (Jahr, Titel, Platzierungen, Wochen, Auszeichnungen, Anmerkungen) | Höchstplatzierung, Gesamtwochen, AuszeichnungChartplatzierungen (Jahr, Titel, Platzierungen, Wochen, Auszeichnungen, Anmerkungen) | Anmerkungen                             |
| Jahr | Titel                                     | DE | AT | CH | UK | US | Anmerkungen                             |
| ---- | ----------------------------------------- | --- | --- | --- | --- | --- | --------------------------------------- |
| 1995 | 27 5 94 The Astoria London Live           | — | — | — | UK15 Gold · (81 Wo.)UK | — | Erstveröffentlichung: 13. März 1995     |
| 1998 | 7 Television Commercials                  | — | — | — | UK1 Platin · (63 Wo.)UK | — | Erstveröffentlichung: 4. Mai 1998       |
| 1998 | Meeting People Is Easy                    | — | — | — | UK12 Gold · (28 Wo.)UK | — | Erstveröffentlichung: 4. Mai 1998       |
| 2004 | The Most Gigantic Lying Mouth of All Time | — | — | — | — | — | Erstveröffentlichung: 1. Dezember 2004  |
| 2008 | Radiohead: The Best of                    | — | — | CH2 (3 Wo.)CH | — | — | Erstveröffentlichung: 2. Juni 2008      |
| 2012 | The King of Limbs: Live from the Basement | — | — | CH4 (1 Wo.)CH | UK10 (10 Wo.)UK | — | Erstveröffentlichung: 28. Dezember 2011 |

### Musikvideos
| Jahr | Titel                                                | Regie                                |
| ---- | ---------------------------------------------------- | ------------------------------------ |
| 1992 | Creep                                                | Brett Turnbull                       |
| 1993 | Anyone Can Play Guitar                               | Dwight Clarke                        |
| 1993 | Pop Is Dead                                          | Dwight Clarke                        |
| 1993 | Creep (MTV Beach House)                              | Corrine Day                          |
| 1993 | Stop Whispering                                      | Jeff Plansker                        |
| 1994 | My Iron Lung                                         | Brett Turnbull                       |
| 1995 | High and Dry (UK-Version)                            | David Mould                          |
| 1995 | Fake Plastic Trees                                   | Jake Scott                           |
| 1995 | Just                                                 | Jamie Thraves                        |
| 1995 | Lucky                                                |                                      |
| 1996 | High and Dry (US-Version)                            | Paul Cunningham                      |
| 1996 | Street Spirit (Fade Out)                             | Jonathan Glazer                      |
| 1997 | Paranoid Android                                     | Magnus Carlsson                      |
| 1997 | Let Down (Unveröffentlicht)                          | Simon Hilton                         |
| 1997 | Fitter, Happier (Unveröffentlicht)                   |                                      |
| 1997 | Karma Police                                         | Jonathan Glazer                      |
| 1998 | No Surprises                                         | Grant Gee                            |
| 1999 | Palo Alto                                            | Grant Gee                            |
| 2000 | Kid A                                                | Chris Bran, Shynola, Stanley Donwood |
| 2000 | Idioteque (Animation)                                | Chris Bran                           |
| 2000 | Idioteque (Studioversion)                            | Grant Gee                            |
| 2001 | Motion Picture Soundtrack                            | Stanley Donwood, Shynola             |
| 2001 | Pyramid Song                                         | Shynola                              |
| 2001 | Knives Out                                           | Michel Gondry                        |
| 2001 | I Might Be Wrong (nur Internetveröffentlichung)      | Chris Bran                           |
| 2001 | I Might Be Wrong                                     | Sophie Muller                        |
| 2001 | How to Disappear Completely (live)                   |                                      |
| 2002 | Pulk / Pull Revolving Doors and Like Spinning Plates | Johnny Hardstaff                     |
| 2003 | There There                                          | Chris Hopewell                       |
| 2003 | Go to Sleep                                          | Alex Rutterford                      |
| 2003 | Sit Down, Stand Up                                   | Ed Holdsworth                        |
| 2003 | 2 + 2 = 5 (live)                                     | Fabien Raymond                       |
| 2007 | Jigsaw Falling into Place                            | Adam Buxton, Garth Jennings          |
| 2008 | Nude                                                 | Adam Buxton, Garth Jennings          |
| 2008 | All I Need                                           | John Seale, Steve Rogers             |
| 2008 | House of Cards                                       | James Frost                          |
| 2008 | Reckoner                                             | Clement Picon                        |
| 2008 | Weird Fishes                                         | Tobias Stretch                       |
| 2008 | Videotape                                            | Wolfgang Jaiser, Claus Winter        |
| 2008 | 15 Step                                              | Kota Totori                          |
| 2011 | Lotus Flower                                         | Garth Jennings, Wayne McGregor       |
| 2016 | Burn The Witch                                       | Chris Hopeland                       |
| 2016 | Daydreaming                                          | Paul Thomas Anderson                 |
| 2017 | Man Of War                                           | Colin Read                           |
| 2017 | Lift                                                 | Oscar Hudson                         |
| 2021 | If You Say The Word                                  | Kasper Häggström                     |
| 2021 | Follow Me Around                                     |                                      |

## Boxsets
| Jahr | Titel Musiklabel               | Anmerkungen                                                           |
| ---- | ------------------------------ | --------------------------------------------------------------------- |
| 1998 | Desktop Parlophone (EMI)       | Erstveröffentlichung: 1998 Single-Boxset, limitiert auf 500 Exemplare |
| 2007 | Album Box Set Parlophone (EMI) | Erstveröffentlichung: 10. Dezember 2007                               |
| 2008 | The Best of Parlophone (EMI)   | Erstveröffentlichung: 2. Juni 2008                                    |

## Promoveröffentlichungen
Promo-Singles

| Jahr | Titel Album                      | Höchstplatzierung, Gesamtwochen, AuszeichnungChartplatzierungen (Jahr, Titel, Album, Platzierungen, Wochen, Auszeichnungen, Anmerkungen) | Höchstplatzierung, Gesamtwochen, AuszeichnungChartplatzierungen (Jahr, Titel, Album, Platzierungen, Wochen, Auszeichnungen, Anmerkungen) | Höchstplatzierung, Gesamtwochen, AuszeichnungChartplatzierungen (Jahr, Titel, Album, Platzierungen, Wochen, Auszeichnungen, Anmerkungen) | Höchstplatzierung, Gesamtwochen, AuszeichnungChartplatzierungen (Jahr, Titel, Album, Platzierungen, Wochen, Auszeichnungen, Anmerkungen) | Höchstplatzierung, Gesamtwochen, AuszeichnungChartplatzierungen (Jahr, Titel, Album, Platzierungen, Wochen, Auszeichnungen, Anmerkungen) | Anmerkungen                        |
| Jahr | Titel Album                      | DE | AT | CH | UK | US | Anmerkungen                        |
| ---- | -------------------------------- | --- | --- | --- | --- | --- | ---------------------------------- |
| 1997 | Let Down OK Computer             | — | — | — | UK85 a Gold · (4 Wo.)UK | — | Erstveröffentlichung: 1997         |
| 2000 | Optimistic Kid A                 | — | — | — | — | — | Erstveröffentlichung: 2000         |
| 2001 | I Might Be Wrong Amnesiac        | — | — | — | — | — | Erstveröffentlichung: 2001         |
| 2008 | Bodysnatchers / House of Cards – | — | — | — | — | — | Erstveröffentlichung: 2008         |
| 2011 | Lotus Flower The King of Limbs   | — | — | — | — | — | Erstveröffentlichung: 7. März 2011 |

## Sonderveröffentlichungen
| Jahr | Titel Musiklabel            | Anmerkungen                |
| ---- | --------------------------- | -------------------------- |
| 1991 | Manic Hedgehog Selbstverlag | Erstveröffentlichung: 1991 |

| Jahr | Titel Musiklabel                | Anmerkungen                                                |
| ---- | ------------------------------- | ---------------------------------------------------------- |
| 2019 | MiniDiscs (Hacked) Selbstverlag | Erstveröffentlichung: 11. Juni 2019 Vertrieb über Bandcamp |

## Statistik

### Chartauswertung
|                     | DE     | AT     | CH     | UK     | US     |
| ------------------- | ------ | ------ | ------ | ------ | ------ |
| Nummer-eins-Alben   | DE—DE  | AT1AT  | CH1CH  | UK6UK  | US2US  |
| Top-10-Alben        | DE6DE  | AT4AT  | CH7CH  | UK11UK | US6US  |
| Alben in den Charts | DE11DE | AT12AT | CH11CH | UK17UK | US12US |

|                       | DE    | AT    | CH    | UK     | US    |
| --------------------- | ----- | ----- | ----- | ------ | ----- |
| Nummer-eins-Singles   | DE—DE | AT—AT | CH—CH | UK—UK  | US—US |
| Top-10-Singles        | DE—DE | AT—AT | CH—CH | UK7UK  | US—US |
| Singles in den Charts | DE4DE | AT3AT | CH5CH | UK23UK | US3US |

|                          | DE    | AT    | CH    | UK    | US    |
| ------------------------ | ----- | ----- | ----- | ----- | ----- |
| Nummer-eins-Videoalben   | DE—DE | AT—AT | CH—CH | UK1UK | US—US |
| Top-10-Videoalben        | DE—DE | AT—AT | CH2CH | UK2UK | US—US |
| Videoalben in den Charts | DE—DE | AT—AT | CH2CH | UK4UK | US—US |

### Auszeichnungen für Musikverkäufe
| Land/RegionAuszeichnungen für Musikverkäufe (Land/Region, Auszeichnungen, Verkäufe, Quellen) | Silber     | Gold       | Platin         | Verkäufe    | Quellen |
| -------------------------------------------------------------------------------------------- | ---------- | ---------- | -------------- | ----------- | --- |
| Argentinien (CAPIF)                                                                          | —          | 3× Gold3   | 2× Platin2     | 148.000     | capif.org.ar (Memento vom 31. Mai 2011 im Internet Archive) AR2 (Memento vom 6. Juli 2011 im Internet Archive) |
| Australien (ARIA)                                                                            | —          | 5× Gold5   | 3× Platin3     | 385.000     | aria.com.au |
| Belgien (BRMA)                                                                               | —          | 6× Gold6   | 3× Platin3     | 280.000     | ultratop.be |
| Chile (IFPI)                                                                                 | —          | Gold1      | —              | 90.000      | profovi.cl |
| Dänemark (IFPI)                                                                              | —          | 3× Gold3   | 6× Platin6     | 290.000     | ifpi.dk |
| Europa (IFPI)                                                                                | —          | —          | 7× Platin7     | (7.000.000) | ifpi.org (Memento vom 1. Januar 2014 im Internet Archive)                                                      |
| Europa (Impala)                                                                              | —          | —          | Platin1        | (500.000)   | Einzelnachweise                                                                                                |
| Frankreich (SNEP)                                                                            | —          | 6× Gold6   | 3× Platin3     | 780.000     | infodisc.fr snepmusique.com                                                                                    |
| Irland (IRMA)                                                                                | —          | —          | Platin1        | 15.000      | irishcharts.ie                                                                                                 |
| Italien (FIMI)                                                                               | —          | 5× Gold5   | 8× Platin8     | 735.000     | fimi.it |
| Japan (RIAJ)                                                                                 | —          | 5× Gold5   | Platin1        | 700.000     | riaj.or.jp |
| Kanada (MC)                                                                                  | —          | 11× Gold11 | 29× Platin29   | 2.880.000   | musiccanada.com                                                                                                |
| Mexiko (AMPROFON)                                                                            | —          | —          | Platin1        | 150.000     | Einzelnachweise                                                                                                |
| Neuseeland (RMNZ)                                                                            | —          | 5× Gold5   | 14× Platin14   | 345.000     | aotearoamusiccharts.co.nz NZ2 NZ3                                                                              |
| Niederlande (NVPI)                                                                           | —          | 2× Gold2   | Platin1        | 200.000     | nvpi.nl |
| Norwegen (IFPI)                                                                              | —          | 2× Gold2   | —              | 50.000      | ifpi.no (Memento vom 5. November 2012 im Internet Archive)                                                     |
| Polen (ZPAV)                                                                                 | —          | Gold1      | —              | 10.000      | olis.pl |
| Portugal (AFP)                                                                               | —          | —          | 3× Platin3     | 30.000      | Einzelnachweise                                                                                                |
| Schweden (IFPI)                                                                              | —          | Gold1      | —              | 40.000      | sverigetopplistan.se                                                                                           |
| Schweiz (IFPI)                                                                               | —          | 2× Gold2   | —              | 45.000      | hitparade.ch                                                                                                   |
| Spanien (Promusicae)                                                                         | —          | 4× Gold4   | 3× Platin3     | 340.000     | elportaldemusica.es                                                                                            |
| Vereinigte Staaten (RIAA)                                                                    | —          | 5× Gold5   | 6× Platin6     | 7.150.000   | riaa.com |
| Vereinigtes Königreich (BPI)                                                                 | 8× Silber8 | 11× Gold11 | 24× Platin24   | 13.060.000  | bpi.co.uk |
| Insgesamt                                                                                    | 8× Silber8 | 78× Gold78 | 116× Platin116 |             | |